# Hebron Fiord
Hebron Fiord är en fjord i Kanada.   Den ligger i provinsen Newfoundland och Labrador, i den östra delen av landet, 1 700 km nordost om huvudstaden Ottawa.
Trakten runt Hebron Fiord består i huvudsak av gräsmarker.